# Saizenay
Saizenay ist eine Gemeinde im französischen Département Jura in der Region Bourgogne-Franche-Comté.

## Geographie
Saizenay liegt auf 512 m, nordöstlich von Salins-les-Bains und etwa 35 Kilometer ostsüdöstlich der Stadt Dole (Luftlinie). Das Bauerndorf erstreckt sich im Jura, in einer Talmulde zwischen dem Mont Poupet im Nordwesten und den Höhen des ersten Juraplateaus im Südosten.
Die Fläche des 4,88 km² großen Gemeindegebiets umfasst einen Abschnitt des französischen Juras. Der Hauptteil des Gebietes wird von der Talmulde von Saizenay eingenommen, die eine Breite von rund einem Kilometer und eine Länge von vier Kilometer aufweist. Durch den Todeur wird diese Talsenke nach Norden zum Lison entwässert. Im Norden wird das Becken durch den Bois Chaudreux (bis 600 m), im Süden durch die Höhe des ersten Juraplateaus flankiert, wobei die Grenze meist auf der Oberkante des teils von Felsvorsprüngen gekrönten Hanges verläuft. Nach Osten erstreckt sich das Gemeindeareal in den Bois de Saizenay. Hier wird mit 735 m die höchste Erhebung von Saizenay erreicht.
Nachbargemeinden von Saizenay sind Salins-les-Bains im Süden, Westen und Norden, Éternoz-Vallée-du-Lison (Berührungspunkt) im Nordosten sowie Nans-sous-Sainte-Anne im Osten.

## Geschichte
Das Gemeindegebiet von Saizenay war bereits in vorgeschichtlicher Zeit und während der gallorömischen Zeit besiedelt. Erstmals urkundlich erwähnt wird der Ort im 12. Jahrhundert. Saizenay gehörte im Mittelalter den Templern von Salins. Zusammen mit der Franche-Comté gelangte das Dorf mit dem Frieden von Nimwegen 1678 an Frankreich.

## Sehenswürdigkeiten
Die Dorfkirche Mariä Himmelfahrt, ehemalige Kapelle des Templerordens, besitzt einen Glockenturm aus dem 14. Jahrhundert und eine Kanzel aus dem 16. Jahrhundert.

## Bevölkerung
| Jahr                       | 1962 | 1968 | 1975 | 1982 | 1990 | 1999 | 2007 | 2017 |
| -------------------------- | ---- | ---- | ---- | ---- | ---- | ---- | ---- | ---- |
| Einwohner                  | 144  | 121  | 111  | 119  | 112  | 119  | 110  | 95   |
| Quellen: Cassini und INSEE |      |      |      |      |      |      |      |      |

Mit 99 Einwohnern (Stand 1. Januar 2022) gehört Saizenay zu den kleinsten Gemeinden des Départements Jura. Nachdem die Einwohnerzahl in der ersten Hälfte des 20. Jahrhunderts abgenommen hatte (1886 wurden noch 256 Personen gezählt), wurden seit Beginn der 1970er Jahre nur noch geringe Schwankungen verzeichnet.

## Wirtschaft und Infrastruktur
Saizenay war bis weit ins 20. Jahrhundert hinein ein vorwiegend durch die Landwirtschaft und die Forstwirtschaft geprägtes Dorf. Noch heute leben die Bewohner zur Hauptsache von der Tätigkeit im ersten Sektor. Außerhalb des primären Sektors gibt es nur wenige Arbeitsplätze im Dorf. Einige Erwerbstätige sind Wegpendler, die in den größeren Ortschaften der Umgebung ihrer Arbeit nachgehen.
Die Ortschaft liegt abseits der größeren Durchgangsstraßen nahe der Fernstraße D492, die von Salins-les-Bains nach Ornans führt. Weitere Straßenverbindungen bestehen mit Geraise und Myon.

## Weblinks

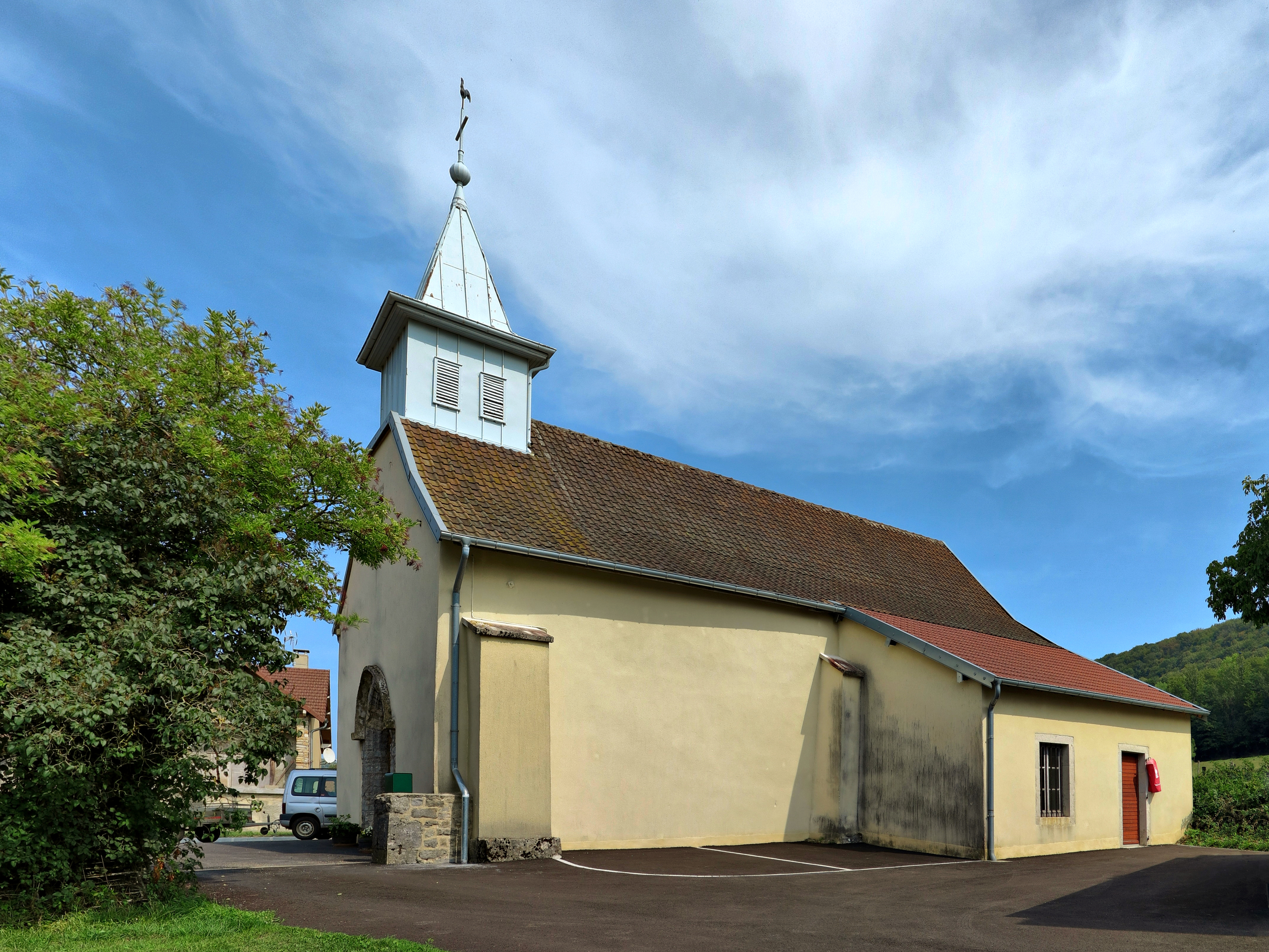
Kirche Mariä Himmelfahrt